# Re del Galles
Quello di Re del Galles o Re dei Gallesi fu un titolo usato molto raramente, perché il Galles, come l'Irlanda, non raggiunse lo stesso livello di unità politica dell'Inghilterra. Sebbene molti leader diversi in Galles rivendicassero il titolo di "Re del Galles", il paese fu veramente unito solo una volta sotto il governo di Gruffydd ap Llywelyn dal 1055 al 1063.

## Il Re del Galles
Tra i regni minori del Galles alla fine emersero quattro grandi potenze: il Powys, il Gwynedd, il Deheubarth e il Morgannwg. La maggiore unità raggiunta dal Galles nell'XI secolo gettò le basi per l'ascesa di Gruffydd ap Llywelyn. Le alleanze con dinastie anglosassoni e vichinghi lo aiutarono a unire il paese e persino a conquistare terre appartenenti agli inglesi. «Nel 1055 assorbì anche il Deheubarth , diventando così a tutti gli effetti Re del Galles». John Davies afferma che Gruffydd era «l'unico re gallese che abbia mai regnato sull'intero territorio del Galles... così, dal 1057 circa fino alla sua morte nel 1063, l'intero Galles riconobbe la regalità e, in particolare, il governo pacifico di Gruffudd ap Llywelyn. Per circa sette brevi anni, il Galles fu uno, sotto un sovrano, un'impresa senza precedenti né successori». Dopo il suo tradimento e la morte per mano dei suoi stessi uomini, il Galles cadde in uno stato di guerra civile tra gli altri leader che cercavano di riempire il vuoto di potere e diventare re.
Gruffydd ap Llywelyn è stato indicato come Re del Galles o Rex Walensium da Giovanni di Worcester. Fu l'ultimo di una lunga serie di sovrani preminenti tra i britanni insulari ad avere il titolo di Re dei britanni. In questo periodo, se non da prima, il Galles era l'unica parte della Gran Bretagna sotto il controllo dei Britanni.

## Dopo Gruffydd ap Llywelyn
Secondo il dottor Sean Davies, poiché i sovrani stranieri ridicolizzavano lo status dei re gallesi, gli ambiziosi nobili nativi adottarono il nuovo titolo di principe (in gallese "tywysog") per distinguersi dagli altri "re". Tuttavia, il titolo di Re del Galles fu successivamente utilizzato da almeno un altro sovrano gallese, Owain Gwynedd. "Nelle sue prime due lettere a Luigi, Owain si descriveva come 're del Galles' e 're dei Gallesi'", tuttavia il suo potere si limitava al Gwynedd e al Ceredigion. Owain fu anche il primo sovrano gallese ad essere conosciuto come Principe di Galles dopo essersi sottomesso all'Inghilterra. Dopo la morte di Owain Gwynedd nel 1170, il titolo si sovrano del Galles passò a suo nipote Rhys ap Gruffydd (1132 ca.–1197), che viene chiamato "Capo di tutti i Gallesi" dal Brut y Tywysogion fino sua morte nel 1197, ma anche egli, come Owain, controllava solo una parte del Galles. Dopo la morte di Rhys, il titolo di Re del Galles venne sostituito con quello di Principe del Galles a partire da Llywelyn il Grande.

## Lista dei Re del Galles
| Stemma | Immagine | Nome                           | Nascita | Inizio regno | Fine regno  | Morte               | Note | Moglie                 |
| ------ | -------- | ------------------------------ | ------- | ------------ | ----------- | ------------------- | --- | ---------------------- |
|        |          | Gruffydd ap Llywelyn il Grande | c.1000  | 1055         | agosto 1063 | agosto 1063         | Anche Re del Gwynedd e Re del Powys come Gruffyd I |                        |
|        |          | Owain ap Gruffydd Gwynedd      | c.1100  | 1137         | 1157        | 23/28 novembre 1170 | Figlio di Gruffydd ap Cynan, rinunciò al titolo dopo aver fatto atto di sottomissione ad Enrico II d'Inghilterra. Anche Principe dei Gallesi e Re del Gwynedd come Owain I. | Gwaldus ferch Llywarch |